# NGC 508
NGC 508 è una galassia ellittica situata nella costellazione dei Pesci a una distanza di oltre 250 milioni di anni luce dalla nostra Via Lattea.

## Scoperta
NGC 508 è stata scoperta il 12 settembre 1784 dall'astronomo britannico di origine tedesca William Herschel.